# Vleteren Bruin
Vleteren Bruin is een Belgisch biermerk. Het wordt gebrouwen door Brouwerij Deca te Woesten, een deelgemeente van Vleteren.

## Het bier
Vleteren Bruin is een donker bier van hoge gisting met een alcoholpercentage van 8%. Tot 2013 heette dit bier Vleteren Alt.
Vleteren Bruin wordt aangeprezen als streekbier.

## Voormalig bier
Sinds 1991 werd ook Vleteren Super 8 Blond gebrouwen. Dit was een blond bier met een alcoholpercentage van 8%. De productie hiervan is echter stopgezet in 2008.

## Externe links

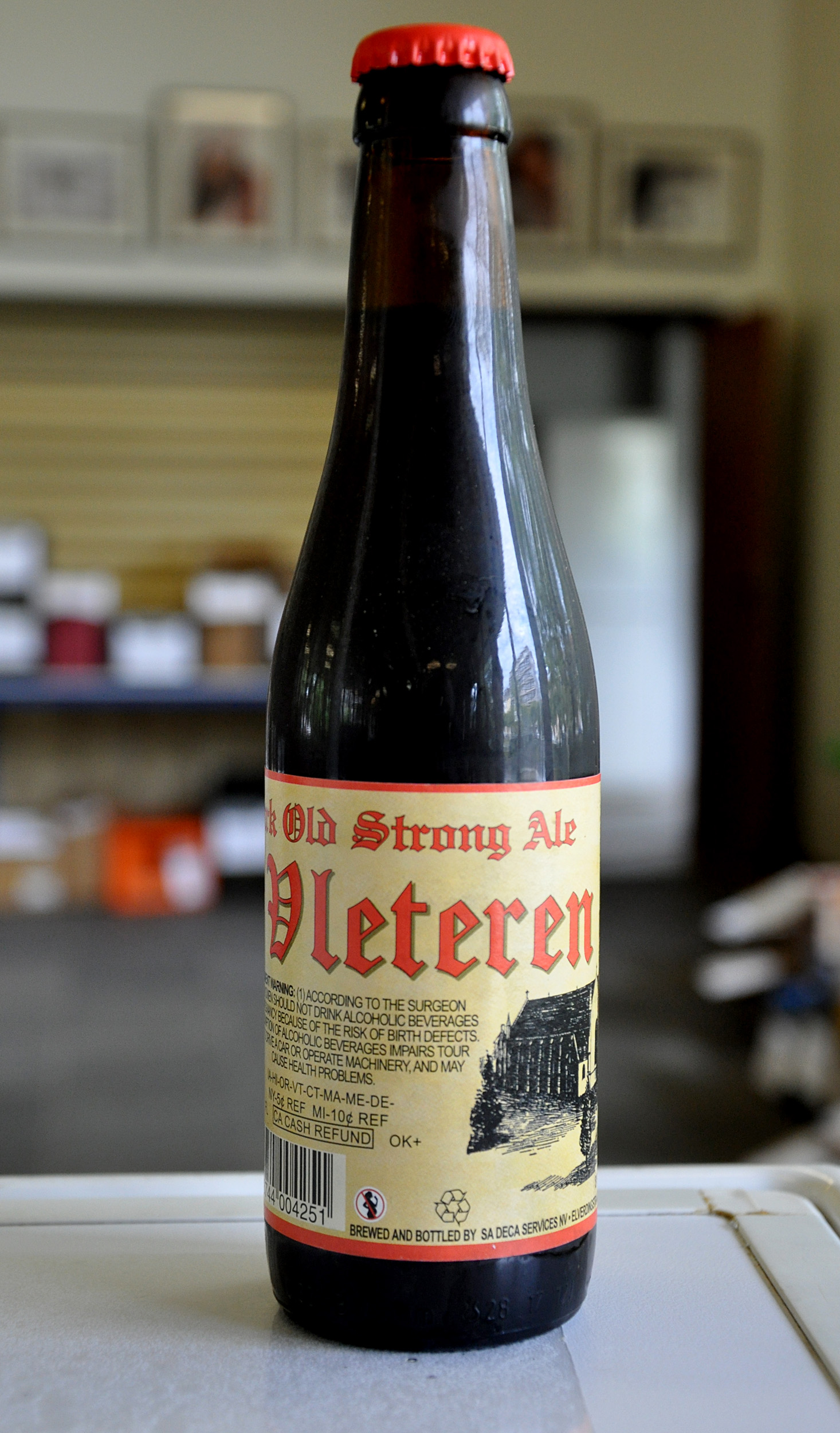
Vleteren Alt (nu Bruin)